# Orthostoma vittata
Orthostoma vittata är en skalbaggsart som först beskrevs av Per Olof Christopher Aurivillius 1910.  Orthostoma vittata ingår i släktet Orthostoma och familjen långhorningar.
Artens utbredningsområde är Venezuela. Inga underarter finns listade i Catalogue of Life.